# Mari Eide
Mari Eide (Beitostølen, 18 november 1989) is een Noorse langlaufster.

## Carrière
Eide maakte haar wereldbekerdebuut in maart 2010 in Oslo. In december 2010 scoorde de Noorse in Düsseldorf haar eerste wereldbekerpunten. In januari 2011 behaalde ze in Liberec haar eerste toptienklassering in een wereldbekerwedstrijd.
Op de wereldkampioenschappen langlaufen 2019 in Seefeld veroverde Eide de bronzen medaille op de sprint.

## Resultaten

### Wereldkampioenschappen
| Jaar | Plaats  | Resultaten           |
| ---- | ------- | -------------------- |
| 2019 | Seefeld | Sprint (vrije stijl) |

### Wereldbeker
Eindklasseringen
| Seizoen   | Algm | DI  | SP  | TdS |
| --------- | ---- | --- | --- | --- |
| 2010/2011 | 70e  | –   | 46e | –   |
| 2011/2012 | 56e  | –   | 30e | –   |
| 2012/2013 | 114e | –   | 73e | –   |
| 2013/2014 | 101e | –   | 65e | –   |
| 2014/2015 | 92e  | –   | 49e | –   |
| 2015/2016 | 45e  | 60e | 26e | –   |
| 2016/2017 | 48e  | –   | 19e | –   |
| 2017/2018 | 44e  | 51e | 31e | DNF |
| 2018/2019 | 50e  | 63e | 32e | DNF |
| 2019/2020 | 64e  | –   | 38e | –   |